# Tétralogie (théâtre)
Pour les articles homonymes, voir Tétralogie.

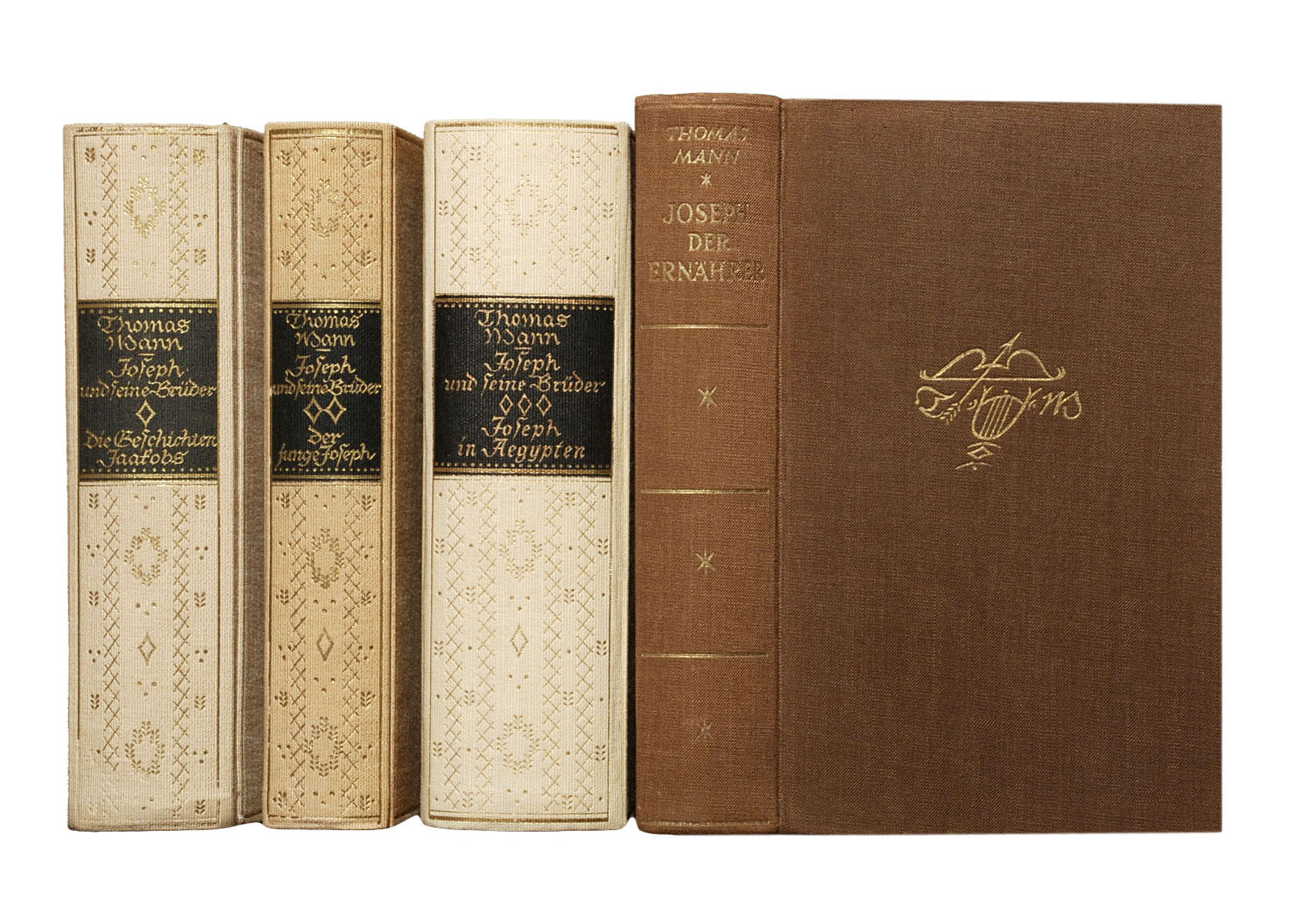
Exemple de tétralogie.

Une tétralogie (du grec ancien τετραλογία, « tetralogia, groupe de quatre pièces » : τετρα- tetra-, « quatre » + -λογία -logia, « discours ») est le nom donné dans la Grèce antique à un ensemble de quatre pièces dramatiques : trois tragédies formant une « trilogie » (grec ancien τριλογία, « trilogia, ensemble de trois tragédies ») et un drame satyrique, présentées par un même auteur et par les mêmes acteurs lors des concours dramatiques de l’antiquité grecque, et généralement liées entre elles par l'analogie plus on moins étroite des sujets.
Exceptionnellement, le drame satyrique a pu être remplacé par une quatrième tragédie à dénouement heureux : en 438 av. J.-C. Euripide le fait avec son Alceste. Dès le IVe siècle av. J.-C., le drame satyrique a acquis son autonomie, se rapprochant d’ailleurs de la comédie, et figure comme épreuve à part entière dans les concours hellénistiques. De sorte que les Romains, pourtant coutumiers de l’imitation des Grecs, n’écrivirent aucune tétralogie.
On ne trouve aucune trace de tétralogie dans les concours comiques ni dans les concours musicaux.

## Deux formes dans laGrèce antique
Pratiquée du VIe siècle av. J.-C. au IVe siècle av. J.-C., la tétralogie peut avoir deux formes :
- la tétralogie libre regroupe quatre pièces dont les sujets sont indépendants les uns des autres, et semble avoir été la première à apparaître chronologiquement ;
- la tétralogie dite « liée », plus savante, regroupe quatre pièces relatives aux mêmes événements, et semble avoir été d’une difficulté à l’origine de sa disparition.

Eschyle a pratiqué la tétralogie liée, dont voici deux exemples :
- 472 av. J.-C. : Prométhée, Pyrkaïeus, Phoïneus, Les Perses + Glaucos Potnieus
- 468 av. J.-C. : Œdipe, Laïos, Les Sept contre Thèbes + Sphynx

Sophocle et Euripide ont pratiqué la tétralogie libre. Voici deux exemples de tétralogies libres :
- Euripide : Alexandre, Palamède, Les Troyennes + Sisyphe
- Xénoclès : Œdipe, Lycaon, Les Bacchantes + Athamas

Quand les aventures d’un héros lient les pièces (Achille, Ulysse…), ce héros donne son nom à la trilogie (on parle ainsi de L’Orestie d’Eschyle pour désigner Agamemnon, Les Choéphores et Les Euménides, la seule trilogie tragique conservée, celle de -458, représentée à côté du drame satyrique Protée).

## Conditions de la représentation dans laGrèce antique
C’est durant les quatre derniers jours de la fête des Grandes Dionysies qu’à Athènes avaient lieu les représentations théâtrales : trois jours de tétralogies et un dernier jour regroupant les cinq comédies. Mais à partir de 431 av. J.-C., les circonstances de la guerre du Péloponnèse imposèrent de réduire de quatre à trois jours les représentations théâtrales. Par conséquent, de l’aube (environ 6 heures du matin) jusqu’à midi étaient jouées les tétralogies ; et l’après-midi étaient jouées les comédies, jusqu’au coucher du soleil.
Voici les deux ordres de représentation possibles :
- trilogie + drame (ordre le plus fréquent)
- tragédie I + tragédie II + drame + tragédie III

## Postérité
Dans l’histoire du théâtre, on utilise aussi le terme dans deux autres cas principalement.

### Wagner,L’Anneau du Nibelung
Quatre drames lyriques ou opéras de Richard Wagner : L'Or du Rhin, prologue aux trois « festivals scéniques ») que sont La Walkyrie, Siegfried et Le Crépuscule des Dieux, forment un cycle nommé L'Anneau du Nibelung (Der Ring des Nibelungen), couramment désigné comme « la tétralogie wagnérienne » ou « la Tétralogie », dont la partition ne sera terminée qu'en 1874.

### Shakespeare
Shakespeare a pour sa part écrit deux tétralogies, formées des pièces historiques suivantes :

#### Première tétralogie, dite « mineure »
- La première partie d'Henri VI
- La deuxième partie d'Henri VI
- La troisième partie d'Henri VI
- Richard III

#### L’Henriade, deuxième tétralogie, dite « majeure »
- Richard II
- La première partie d'Henri IV
- La seconde partie d'Henri IV
- Henry V